# 5561 Iguchi
5561 Iguchi este un asteroid din centura principală de asteroizi.

## Descriere
5561 Iguchi este un asteroid din centura principală de asteroizi. A fost descoperit pe 17 august 1991 la Kiyosato de Satoru Ōtomo. El prezintă o orbită caracterizată de o semiaxă mare de 2,19 ua, o excentricitate de 0,15 și o înclinație de 5,9° în raport cu ecliptica.